# Octopodoidea
Octopodoidea zijn een superfamilie van weekdieren uit de klasse der Cephalopoda (inktvissen).

## Families
De volgende families zijn bij de superfamilie ingedeeld:
- Amphitretidae Hoyle, 1886
- Bathypolypodidae Robson, 1929
- Eledonidae Rochebrune, 1884
- Enteroctopodidae Strugnell, Norman, Vecchione, Guzik & Allcock, 2014
- Megaleledonidae Taki, 1961
- Octopodidae d'Orbigny, 1840

### Taxon inquirendum
- Laemoteuthidae

### Synoniemen
- Bolitaenidae Chun, 1911 => Bolitaeninae Chun, 1911
- Idioctopodidae Taki, 1962 => Amphitretinae Hoyle, 1886
- Vitreledonellidae Robson, 1932 => Vitreledonellinae Robson, 1932